# Асанга
Асанга (также Арьясанга, санскр. asanga, кит. 無著 Учжу) — буддийский мыслитель, знаменитый многими трудами, один из основателей школы Йогачара, старший брат мыслителя Васубандху.

## Биография
Асанга родился в стране Гандхара (в современном Афганистане или Пакистане) в семье брахмана, первоначально обучался в школе Муласарвастивада, но потом перешёл в Махаяну; провёл много лет в медитации. В дискуссиях со своим братом Васубандху убедил его в справедливости Махаяны. Это произошло в их родной Пурушапуре или в столице Митхилы (Бихар) — Айодхье. Братья активно сотрудничали при дворе правителя Айодхьи, и есть основания предполагать, что Асанга скончался в её пригороде на семьдесят пятом году жизни.
Традиция считает, что он был приглашён на небеса Тушита, чтобы получить учение от Будды Майтреи, поэтому его книги носят имя Майтреи.
По другим мнениям, его учителем был Майтрея-Натха — реальный мыслитель того времени.
Он написал много сочинений, которые легли в основу Йогачары, в частности:
- Йогачара-бхуми-шастра — значимо для всей «практической „философии“» Махаяны благодаря развёрнутой трактовке идеала Бодхисаттвы;
- Махаяна-самграха (Сумма учения великой колесницы), с объяснением понятия «аккумулированное сознание» (алая-виджняна) и Трёх Тел Будды Трикая;
- Абхидхарма-самуччая (Выжимки из Абхидхармы), краткий свод основных понятий абхидхармы, к которым добавлены определения новых категорий, преимущественно виджнянавадинских: «аккумулированное сознание» (алая-виджняна), «таковость» (Татхата), и три уровня реальности.

В китайской и тибетской традициях и среди буддологов существуют расхождения, какие его сочинения ассоциируют лично с Асангой, а какие — с Майтреей-Натхой, а также по поводу историчности Майтрея-Натхи.

## Последователи
В. К. Шохин отмечал:

Среди последователей Асанги в Китае можно назвать известного историка и мыслителя Сюаньцзана, основателя школы Фасян. Влияние Асанги было значительно также в Тибете (где он изображается как глава всех экзегетов) и в Японии (школа Хоссо). Во всех названных регионах Асанга считается Бодхисаттвой, с ним ассоциируется и культ грядущего Будды — Майтреи.